# مرض نيماتودا التين

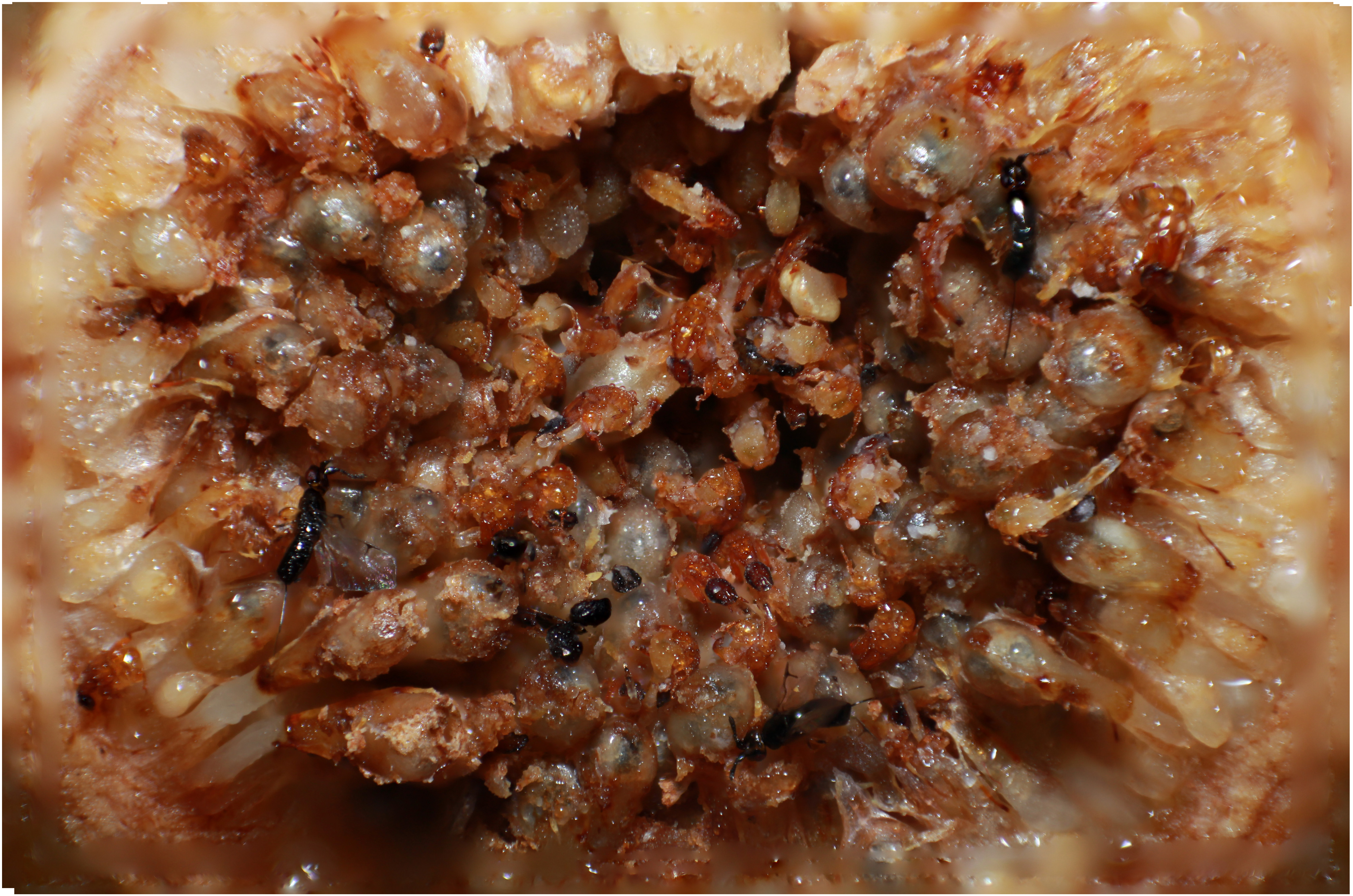
نيماتودا التين

مرض نيماتودا التين يعد هذا المرض من الأمراض الخطيرة التي قد تصيب شجرة التين وتُسبب مشاكل في النمو للشجرة، وتؤدي إلى موتها كاملةً.

## مسببات المرض:

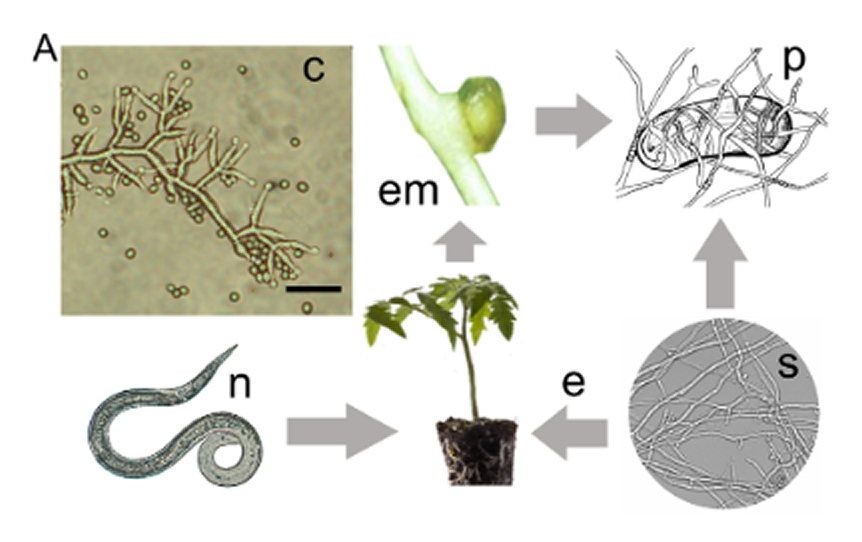
نيماتودا،صورة توضيحية

تعد ديدان النيماتودا هي المسبب الرئيسي لحدوث هذا المرض، وتتغذى على جذور النباتات وتُلحق الضرر بها.

## أعراض المرض:
يُسبب هذا المرض النتوءات أو العقد على جذور الشجرة من الجزء الذي يوجد فوق سطح الأرض، وتصبح الشجرة متوقفةً كاملةً وغير صحية.

## طرق العلاج:
يعد هذا المرض من الأمراض التي يصعب علاجها في حال الإصابة بها، لكن يفضل استخدام المزيد من الأسمدة للمساعدة في نمو جذور جديدة لتقديم الغذاء للشجرة.

## الوقاية والعناية:
- الري المنتظم لأشجار التين الصغيرة لمساعدتها على النمو على نحو صحي خاصةً في المناطق ذات المناخ الجاف.
- المحافظة على التربة من الأعشاب الضارة والحفاظ على رطوبة الجذور.
- التقليم المنتظم خلال موسم الخمول، والتخلص من جميع الفروع الميتة أو المريضة لتشجيع النمو الجديد.
- إضافة سماد النيتروجين للأشجار التي تعاني من ضعف في النمو.[6][7]